# Elin Austevoll
Elin Austevoll (* 21. September 1974 in Bergen) ist eine ehemalige norwegische Schwimmerin. Sie gewann bei Europameisterschaften auf der 25-Meter-Bahn eine Silbermedaille.

## Sportliche Karriere
Bei den Europameisterschaften 1991 in Athen belegte die norwegische 4-mal-100-Meter-Freistilstaffel mit Maren Johannesen, Elin Austevoll, Trude Åsbo und Linn Madsen den achten Platz. Zwei Jahre später bei den Europameisterschaften in Sheffield erreichte Austevoll den sechsten Platz über 200 Meter Brust und den fünften Platz über 100 Meter Brust. Im September 1994 bei den Weltmeisterschaften in Rom wurde Austevoll als Dritte des B-Finales über 100 Meter Brust Elfte der Gesamtwertung. Bei den Sprinteuropameisterschaften 1994 in Stavanger gewann die Schwedin Emma Igelström über 50 Meter Brust mit einer Hundertstelsekunde Vorsprung vor Elin Austevoll, die zweite Norwegerin Terrie Miller erschwamm Bronze 0,29 Sekunden hinter Austevoll.
1996 bei den Olympischen Spielen in Atlanta schied Elin Austevoll über 200 Meter Rücken und über 200 Meter Lagen im Vorlauf aus. Über 100 Meter Brust erreichte sie das B-Finale und wurde Zwölfte der Gesamtwertung. Im Jahr darauf schwamm sie bei den Kurzbahnweltmeisterschaften 1997 in Göteborg über 100 Meter Brust und über 200 Meter Brust im B-Finale. 1999 bei den Kurzbahnweltmeisterschaften in Hongkong wurde Austevoll Sechste über 200 Meter Brust. Im Dezember 2000 bei den Kurzbahneuropameisterschaften in Valencia wurde Austevoll Vierte über 100 Meter Brust mit 0,56 Sekunden Rückstand auf ihre drittplatzierte Landsfrau Anne-Mari Gulbrandsen.